# PTT
PTT (англ. Push-to-talk, дословно — «Нажми, чтобы говорить») — полудуплексный стандарт голосовой связи с двусторонним радиоинтерфейсом и возможностью передачи сигнала одновременно только в одном направлении. Для переключения между режимами приёма и передачи пользователю необходимо нажимать/отпускать соответствующую кнопку (тангенту) на радиоустройстве.

## Использование в мобильной связи
PTT является одним из самых ранних стандартов связи, использовавшихся для подвижной телефонии, и по сути был мобильным аналогом опосредованной через оператора проводной телефонной службы. Для вызова оператора пользователь мобильного телефона нажимал и удерживал в течение нескольких секунд кнопку PTT (тангенту) на своём устройстве. После того, как абонент отпускал кнопку, оператор отвечал и запрашивал номер телефона, на который абонент хотел совершить звонок.
Абонент снова переключался в режим передачи нажатием кнопки и называл желаемый номер, после чего оператор производил дозвон на данный номер по проводной телефонной линии и устанавливал соединение. По истечении разговора — в случае, если в линии в течение некоторого времени не было активности или со стороны проводной телефонной линии был слышен сигнал отбоя, оператор мог освободить канал и использовать его для других соединений. Этот стандарт использовался в 1980-х годах в Канаде, где позднее был заменён MTS, и до сих пор используется некоторыми операторами Индии.

## Использование в IP-сетях
В последнее время получило распространение использование PTT в IP-сетях. Основной причиной этому послужила лёгкость организации передачи аудиосигнала точка-мультиточка (point-to-multipoint) для системы PTT. За счёт этого легко организуются отдельные группы, когда говорящего слышат все участвующие в данной группе пользователи.
PTT базируется на двух основных технологиях:
- Серверный PTT

Все клиенты PTT обращаются к серверу (например, сервер IMS) для получения разрешения на передачу сигнала и для получения информации об имеющихся группах и пользователях.
Обмен служебной информацией между клиентом и сервером производится, как правило, по протоколу SIP.
Клиент выбирает группу (или одиночного пользователя) для разговора и, при нажатии на кнопку «разговор», обращается к серверу за разрешением начала сессии. Сервер не даст разрешение на начало сессии, если группа (пользователь) заняты, например, другой пользователь уже передаёт голосовые данные этой же группе. Если разрешение получено, клиент начинает передачу голосовых данных другому пользователю (как unicast) или группе пользователей (как multicast).
После отпускания кнопки «разговор» серверу отсылается сигнал об окончании сессии.
В зависимости от организации системы, сервер может самостоятельно прервать сессию, послав клиенту сигнал «конец сессии».
Преимущества: централизованное управление сессиями, в том числе между удалёнными пользователями.
Недостатки: необходимо наличие центрального элемента (сервера), весьма дорогостоящего.
- Бессерверный PTT

Клиент в бессерверном PTT, в отличие от серверного PTT, самостоятельно принимает решение о начале сессии, анализируя, приходят ли сообщения для той группы, для которой он хочет начать сессию. Конец сессии клиент определяет по специфическому сигналу другого клиента или по тайм-ауту.
Списки пользователей/групп необходимо организовывать отдельным протоколом (например, на основе отдельной мультикаст-группы).
Преимущества: дешевизна и простота построения системы.
Недостатки: отсутствие централизованного управления сессиями, возможны накладки передачи одновременно от двух и более пользователей, особенно в случае удалённых пользователей (с большой задержкой сигнала).